# Juan Bravo Dávila y Cartagena
Juan Bravo Dávila y Cartagena (Cuzco, 22 de agosto de 1629 - Córdoba, 4 de diciembre de 1691) fue un sacerdote católico español, que fue obispo del Tucumán entre 1687 y 1691, aunque en la práctica sólo ejerció su cargo durante algunas semanas en este último año.

## Biografía
Tras el fallecimiento del obispo Ulloa en septiembre de 1686, la diócesis fue gobernada por el cabildo catedralicio bajo la férrea conducción del gobernador del Tucumán, Tomás Félix de Argandoña, que dirigió la obra de la Catedral en Santiago del Estero hasta su terminación.
Juan Bravo Dávila fue un sacerdote secular nacido en Cuzco, de cuya catedral era arcediano cuando fue nombrado obispo del Tucumán el 24 de noviembre de 1687 por el papa Inocencio XI; el obispo del Cuzco lo consagró obispo antes de partir hacia su destino en diciembre de 1688.
Ingresó a su diócesis por Humahuaca, donde se detuvo algún tiempo, para después pasar a San Salvador de Jujuy y Salta. Su llegada a San Miguel de Tucumán se retrasó varios meses debido a una invasión de indígenas mocovíes, que habían causado unos 45 muertos en las inmediaciones de esa ciudad. Cuando finalmente se atrevió a seguir su camino, llegó a Santiago del Estero ya empezado el año 1691. De allí pasó a la ciudad de Córdoba, donde llamó la atención por la generosidad con que repartía sus bienes entre los pobres.
Durante su breve gestión intentó fundar un seminario para su diócesis en Córdoba, que terminó por convertirse en convictorio para la formación de padres jesuitas, que de todos modos sirvió para educar también al clero secular.
Falleció en la ciudad de Córdoba en diciembre de 1691, y fue sepultado en el convento de Santo Domingo de esa ciudad.
Tras su fallecimiento, el obispado fue gobernado por el arcediano Bartolomé Dávalos, pariente suyo. Durante ese interregno ocurrió el terremoto que destruyó por completo la ciudad de Nuestra Señora de Talavera o Esteco, y que también dañó enormemente a Salta; fue en esa ocasión que ocurrió el milagro que se recuerda en la actualidad con las advocaciones del Señor y Virgen del Milagro.